# قرار مجلس الأمن التابع للأمم المتحدة رقم 1370
قرار مجلس الأمن التابع للأمم المتحدة رقم 1370، المتخذ بالإجماع في 18 أيلول / سبتمبر 2001، بعد الإشارة إلى القرارات 1270 (1999) و1289 (2000) و1313 (2000) و1317 (2000) و1321 (2000) و1346 (2001) بشأن الحالة في سيراليون، مدد المجلس ولاية بعثة الأمم المتحدة في سيراليون لمدة ستة أشهر حتى 31 مارس 2002، بدءًا من 30 سبتمبر 2001.

## القرار

### أعمال
ومُددت ولاية بعثة الأمم المتحدة في سيراليون ورُحب بالمساعدة التي تقدمها البلدان المساهمة بقوات للبعثة. وثارت مخاوف بشأن انتهاكات حقوق الإنسان على أيدي الجبهة المتحدة الثورية وقوات الدفاع المدني والجماعات المسلحة الأخرى، فضلاً عن عدم تنفيذ اتفاق أبوجا لوقف إطلاق النار. وطُلب من بعثة الأمم المتحدة في سيراليون المساعدة في عودة اللاجئين والمشردين داخليا. وحُثت الجبهة المتحدة الثورية على وجه الخصوص على الوفاء بالتزاماتها بموجب اتفاق وقف إطلاق النار.
وحُثت الأطراف في سيراليون على تكثيف الجهود لتنفيذ اتفاق أبوجا لوقف إطلاق النار واستئناف عملية السلام. وأيد المجلس الجهود التي تبذلها الجماعة الاقتصادية لدول غرب أفريقيا لإيجاد حل للأزمة في منطقة اتحاد نهر مانو وشدد على أن تنمية وتوسيع القدرات الإدارية لسيراليون أمران أساسيان لتحقيق السلام والتنمية المستدامين. وحُثت حكومة سيراليون على العمل بالاشتراك مع الأمين العام كوفي عنان ومفوض الأمم المتحدة السامي لحقوق الإنسان وآخرين من أجل إنشاء لجنة للحقيقة والمصالحة ومحكمة خاصة على النحو المتوخى في القرار 1315 (2000).
وأخيرا، رحب القرار باعتزام الأمين العام إبقاء المجلس على علم بجميع جوانب الحالة في سيراليون وتقديم توصيات إضافية بشأن مستقبل بعثة الأمم المتحدة في سيراليون والتحضيرات لإجراء انتخابات حرة ونزيهة.

## روابط خارجية
- نص القرار في undocs.org